# Eerste Vaticaans Concilie

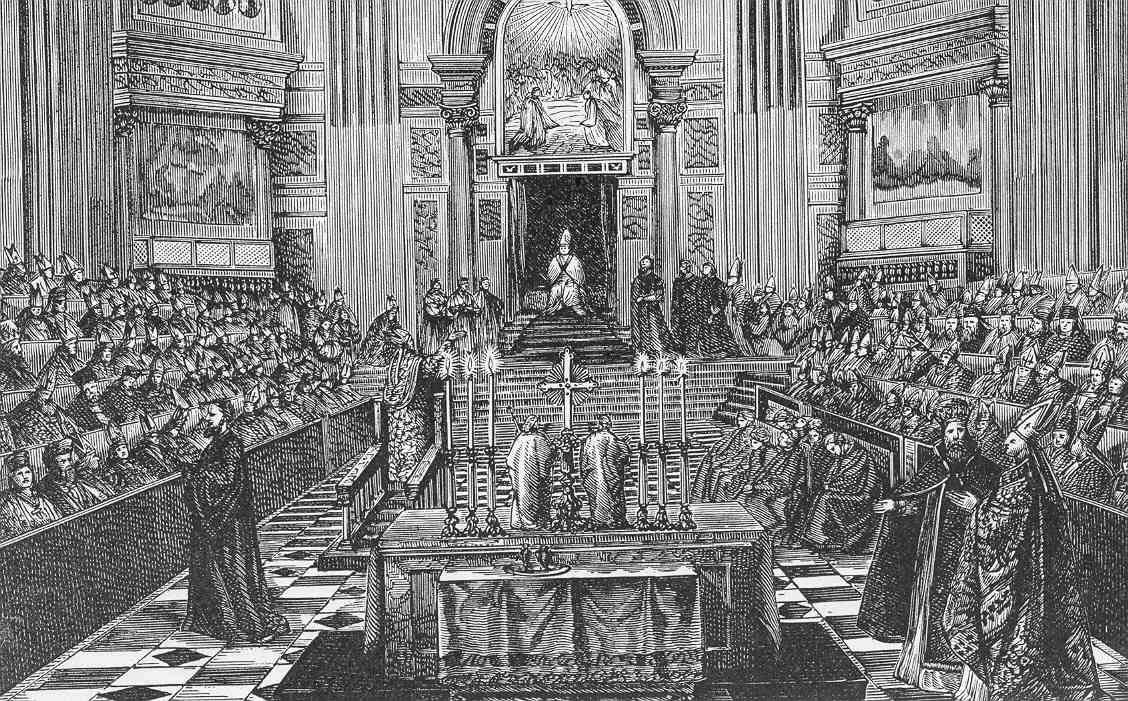
Eerste Vaticaans Concilie

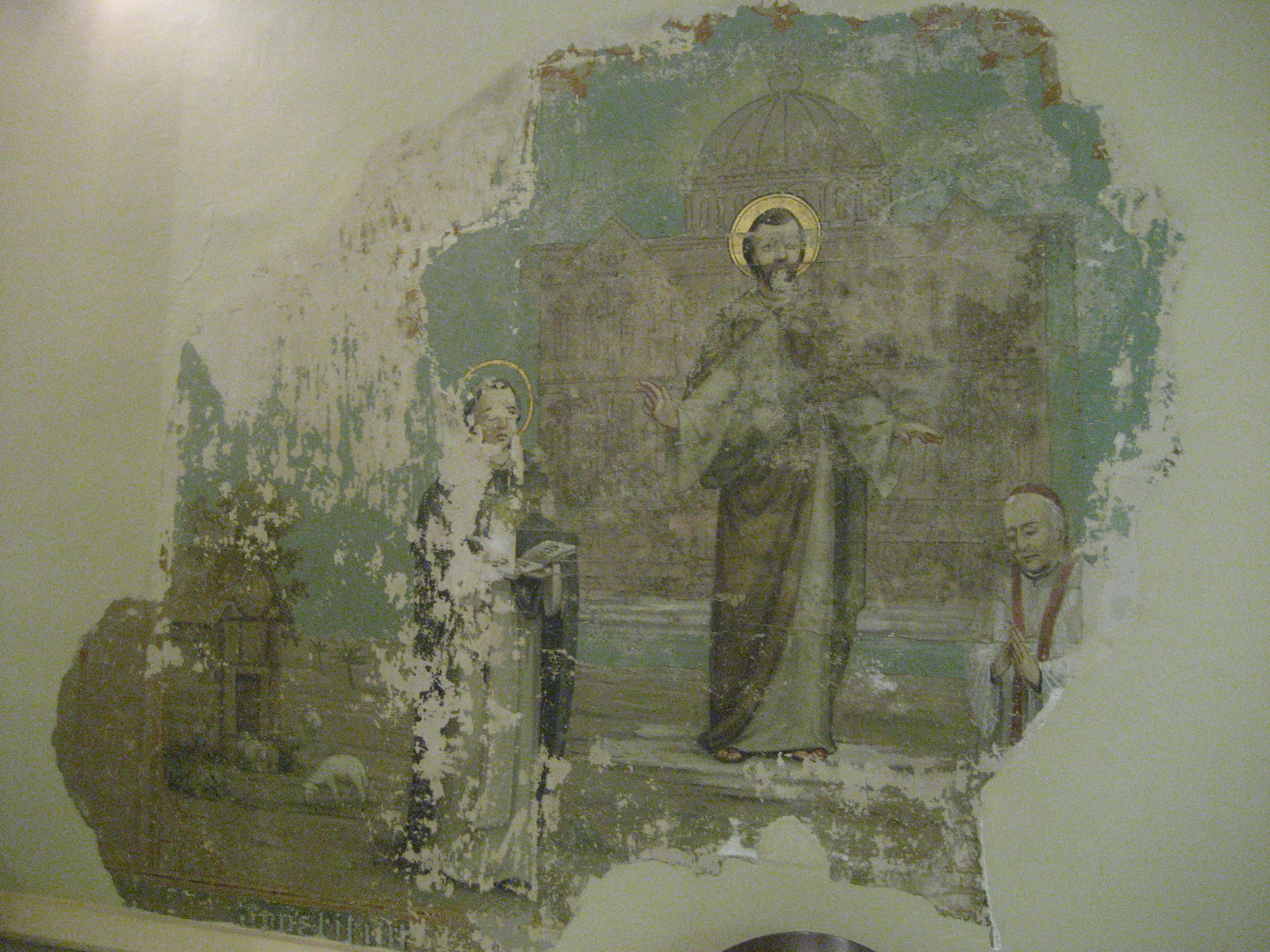
Muurschildering ter viering van het dogma van de pauselijke onfeilbaarheid (Voorschoten, 1870). Van links naar rechts: Thomas van Aquino, Christus en paus Pius IX

Het Eerste Vaticaans Concilie, ook kortweg aangeduid als Vaticanum I, werd gehouden van 8 december 1869 tot 20 september 1870 tijdens het pontificaat van paus Pius IX en was het eerste algemeen concilie van de Katholieke Kerk na het concilie van Trente meer dan 300 jaar tevoren. Het kon niet worden voltooid vanwege de inname van Rome door de Italianen.
Het doel van het concilie was tweeledig: veroordeling van bepaalde dwalingen en aanpassing van de kerkelijke wetgeving aan de nieuwe tijd. Uiteindelijk werden er twee officiële constituties uitgevaardigd: Dei Filius en Pastor Aeternus.
Tijdens dit concilie werd de onfeilbaarheid van de paus tot dogma verklaard. De leer van de onfeilbaarheid bestond al langer in de Katholieke Kerk, maar werd pas honderden jaren later via dit concilie bevestigd. Dit werd omschreven in de constitutie Pastor aeternus. Het dogma houdt in dat de paus - als opvolger van Petrus - krachtens zijn eigen gezag (=Ex Sese), en niet krachtens instemming van de Kerk, in geloof- en zedenzaken een onfeilbare uitspraak ex cathedra (vanuit de bisschopsstoel) kan doen. Iedere gelovige is verplicht deze uitspraak in geloof te aanvaarden. De paus wordt bij het verrichten van deze uitspraak bijgestaan door de Heilige Geest. Tijdens dit concilie werd ook gesteld dat de opperste bestuursbevoegdheid in de Kerk berust bij de paus.
Vaak wordt de onfeilbaarheid van de paus verkeerd begrepen. De onfeilbaarheid treedt alleen op in bijzondere gevallen (zoals bij uitspraken ex cathedra). Een gewone toespraak van de paus valt dus niet onder de onfeilbaarheid. Ook wil de onfeilbaarheid niet zeggen dat de persoon (van de paus) onfeilbaar is.
Niet elke concilievader steunde de afkondiging. Zo behoorde de Franse aartsbisschop Ginoulhiac tot een minderheid van tegenstanders. Na deze dogmaverklaring is tot nog toe slechts eenmaal opnieuw een geloofspunt gedogmatiseerd. Dit gebeurde bij de afkondiging van het dogma van Maria-ten-Hemelopneming door paus Pius XII in het heilig jaar 1950. De pauselijke onfeilbaarheid geldt ook voor Ex-Cathedra-uitspraken gedaan vóór het Eerste Vaticaans Concilie.
Verder werden volgende onderwerpen tijdens dit concilie behandeld:
- De houding van de Kerk tegenover de rationalistische en liberale wereldopvatting.
- De wederopleving en formulering van het geloof.
- De bescherming van de christelijke huwelijken en de christelijke opvoeding.

De constitutie "Dei Filius" behandelt dogmatische problemen over God, openbaring en de verhouding tussen geloof en rede en verwerpt uitdrukkelijk het pantheïsme, het materialisme en het rationalisme.
Door liberale krachten die tijdens de Risorgimento de unificatie van Italië nastreefden, werd Vaticanum I krachtig bestreden en bespot. Binnen de Kerk zelf zorgde het concilie echter voor een grote heropleving en een grote devotie van de lekengelovigen tot het pontificaat, niet het minst vanwege de krachtige persoon van Paus Pius IX zelf.
Veel gedachten en gegevens uit de niet besproken voorbereidingsschema’s zijn verwerkt in encyclieken van paus Leo XIII, in diverse Curie-besluiten en in de Codex Iuris Canonici van 1917.